# Temporada 1995-96 de los Washington Bullets
La temporada 1995-96 fue la vigesimotercera de los Bullets dentro del área metropolitana de Washington D. C. y la trigésimo quinta en sus diferentes localizaciones. La temporada regular acabó con 39 victorias y 43 derrotas, ocupando el décimo puesto de la Conferencia Este, no logrando clasificarse para los playoffs.

## Elecciones en elDraft
| Ronda | Puesto | Jugador          | Posición  | Nacionalidad   | Universidad    |
| ----- | ------ | ---------------- | --------- | -------------- | -------------- |
| 1     | 4      | Rasheed Wallace  | Ala-Pívot | Estados Unidos | North Carolina |
| 2     | 32     | Terrence Rencher | Base      | Estados Unidos | Texas          |

## Temporada regular
| División Atlántico | División Atlántico | División Atlántico | División Atlántico | División Atlántico | División Atlántico | División Atlántico | División Atlántico | División Atlántico |
| Equipo             | G                  | P                  | %                  | PD                 | Casa               | Fuera              | Div                |                    |
| ------------------ | ------------------ | ------------------ | ------------------ | ------------------ | ------------------ | ------------------ | ------------------ | ------------------ |
| y-Orlando Magic    | 60                 | 22                 | .732               | –                  | 37–4               | 23–18              | 21–3               |                    |
| x-New York Knicks  | 47                 | 35                 | .573               | 13                 | 26–15              | 21–20              | 16–8               |                    |
| x-Miami Heat       | 42                 | 40                 | .512               | 18                 | 26–15              | 16–25              | 13–12              |                    |
| Washington Bullets | 39                 | 43                 | .476               | 21                 | 25–16              | 14–27              | 10–14              |                    |
| Boston Celtics     | 33                 | 49                 | .402               | 27                 | 18–23              | 15–26              | 12–12              |                    |
| New Jersey Nets    | 30                 | 52                 | .366               | 30                 | 20–21              | 10–31              | 8–17               |                    |
| Philadelphia 76ers | 18                 | 64                 | .220               | 42                 | 11–30              | 7–34               | 5–19               |                    |

## Estadísticas

### Temporada regular
| Rk | Jugador          | Edad | P  | PT | MP   | TC   | TCI  | %TC  | T3  | T3I | %T3   | TL  | TLI | %TL   | RO  | RD  | RT  | AS  | RB  | TAP | BP  | FP  | PTS  |
| -- | ---------------- | ---- | -- | -- | ---- | ---- | ---- | ---- | --- | --- | ----- | --- | --- | ----- | --- | --- | --- | --- | --- | --- | --- | --- | ---- |
| 1  | Juwan Howard     | 22   | 81 | 81 | 40.7 | 9.0  | 18.5 | .489 | 0.0 | 0.2 | .308  | 3.9 | 5.3 | .749  | 2.3 | 5.8 | 8.1 | 4.4 | 0.8 | 0.5 | 3.7 | 3.3 | 22.1 |
| 2  | Chris Webber     | 22   | 15 | 15 | 37.2 | 10.0 | 18.4 | .543 | 1.0 | 2.3 | .441  | 2.7 | 4.6 | .594  | 2.5 | 5.1 | 7.6 | 5.0 | 1.8 | 0.6 | 3.3 | 3.4 | 23.7 |
| 3  | Robert Pack      | 26   | 31 | 31 | 35.0 | 6.1  | 14.3 | .428 | 0.8 | 3.2 | .265  | 5.0 | 5.9 | .846  | 0.9 | 3.3 | 4.3 | 7.8 | 2.0 | 0.0 | 3.7 | 2.2 | 18.1 |
| 4  | Calbert Cheaney  | 24   | 70 | 70 | 33.2 | 6.1  | 12.9 | .471 | 0.7 | 2.2 | .338  | 2.2 | 3.1 | .706  | 1.0 | 2.5 | 3.4 | 2.2 | 1.0 | 0.3 | 1.8 | 2.9 | 15.1 |
| 5  | Gheorghe Mureșan | 24   | 76 | 76 | 29.5 | 6.1  | 10.5 | .584 | 0.0 | 0.0 | .000  | 2.3 | 3.7 | .619  | 3.3 | 6.3 | 9.6 | 0.7 | 0.7 | 2.3 | 1.9 | 3.9 | 14.5 |
| 6  | Rasheed Wallace  | 21   | 65 | 51 | 27.5 | 4.2  | 8.7  | .487 | 0.4 | 1.3 | .329  | 1.2 | 1.8 | .650  | 1.4 | 3.2 | 4.7 | 1.3 | 0.6 | 0.8 | 1.6 | 3.2 | 10.1 |
| 7  | Brent Price      | 27   | 81 | 50 | 25.2 | 3.1  | 6.6  | .472 | 1.7 | 3.7 | .462  | 2.1 | 2.4 | .874  | 0.5 | 2.3 | 2.8 | 5.1 | 1.0 | 0.0 | 1.9 | 2.3 | 10.0 |
| 8  | Tim Legler       | 29   | 77 | 0  | 23.1 | 3.0  | 6.0  | .507 | 1.7 | 3.2 | .522  | 1.7 | 2.0 | .863  | 0.4 | 1.4 | 1.8 | 1.8 | 0.6 | 0.2 | 0.6 | 1.8 | 9.4  |
| 9  | Ledell Eackles   | 29   | 55 | 26 | 22.5 | 2.9  | 6.9  | .427 | 1.0 | 2.3 | .422  | 1.8 | 2.1 | .831  | 0.8 | 1.9 | 2.7 | 1.6 | 0.5 | 0.1 | 1.0 | 1.5 | 8.6  |
| 10 | Mark Price       | 31   | 7  | 1  | 18.1 | 2.6  | 8.6  | .300 | 1.4 | 4.3 | .333  | 1.4 | 1.4 | 1.000 | 0.1 | 0.9 | 1.0 | 2.6 | 0.9 | 0.0 | 1.4 | 1.0 | 8.0  |
| 11 | Chris Whitney    | 24   | 21 | 0  | 16.0 | 2.1  | 4.7  | .455 | 0.9 | 2.1 | .432  | 2.0 | 2.1 | .932  | 0.1 | 1.5 | 1.6 | 2.4 | 0.9 | 0.0 | 1.1 | 2.2 | 7.1  |
| 12 | Jim McIlvaine    | 23   | 80 | 6  | 14.9 | 0.8  | 1.8  | .428 | 0.0 | 0.0 |       | 0.7 | 1.3 | .552  | 0.8 | 2.1 | 2.9 | 0.1 | 0.3 | 2.1 | 0.5 | 2.1 | 2.3  |
| 13 | Mitchell Butler  | 25   | 61 | 3  | 14.1 | 1.4  | 3.8  | .384 | 0.2 | 1.0 | .217  | 0.8 | 1.4 | .578  | 0.5 | 1.5 | 1.9 | 1.1 | 0.7 | 0.2 | 1.1 | 1.7 | 3.9  |
| 14 | Greg Grant       | 29   | 10 | 0  | 13.8 | 1.1  | 2.8  | .393 | 0.2 | 1.0 | .200  | 0.0 | 0.0 |       | 0.1 | 0.5 | 0.6 | 2.3 | 0.8 | 0.0 | 1.0 | 0.8 | 2.4  |
| 15 | Kevin Pritchard  | 28   | 2  | 0  | 11.0 | 1.0  | 1.5  | .667 | 0.5 | 0.5 | 1.000 | 1.0 | 1.5 | .667  | 0.0 | 1.0 | 1.0 | 3.5 | 1.0 | 0.0 | 0.0 | 1.5 | 3.5  |
| 16 | Bob McCann       | 31   | 62 | 0  | 10.5 | 1.2  | 2.5  | .497 | 0.0 | 0.0 | .500  | 0.6 | 1.2 | .473  | 0.7 | 1.6 | 2.3 | 0.4 | 0.3 | 0.2 | 0.7 | 1.9 | 3.0  |
| 17 | Michael Curry    | 27   | 5  | 0  | 6.8  | 0.6  | 2.0  | .300 | 0.0 | 0.6 | .000  | 0.8 | 0.8 | 1.000 | 0.4 | 0.6 | 1.0 | 0.2 | 0.2 | 0.0 | 0.2 | 0.6 | 2.0  |
| 18 | Jeff Webster     | 24   | 11 | 0  | 5.3  | 0.7  | 2.1  | .348 | 0.2 | 0.5 | .333  | 0.0 | 0.0 |       | 0.2 | 0.5 | 0.6 | 0.3 | 0.4 | 0.0 | 0.3 | 0.6 | 1.6  |
| 19 | Bob Thornton     | 33   | 7  | 0  | 4.4  | 0.1  | 0.9  | .167 | 0.0 | 0.0 |       | 0.1 | 0.3 | .500  | 0.9 | 0.9 | 1.7 | 0.0 | 0.1 | 0.0 | 0.1 | 1.0 | 0.4  |
| 20 | Mike Peplowski   | 25   | 2  | 0  | 2.5  | 0.0  | 0.0  |      | 0.0 | 0.0 |       | 0.0 | 0.0 |       | 0.0 | 0.0 | 0.0 | 0.0 | 0.0 | 0.0 | 0.0 | 2.0 | 0.0  |
| 21 | Cedric Lewis     | 26   | 3  | 0  | 1.3  | 0.7  | 1.0  | .667 | 0.0 | 0.0 |       | 0.0 | 0.0 |       | 0.7 | 0.0 | 0.7 | 0.0 | 0.3 | 0.0 | 0.0 | 0.0 | 1.3  |

## Galardones y récords
| Jugador          | Galardón                                |
| Gheorghe Muresan | Jugador más mejorado de la NBA          |
| Juwan Howard     | 3.er Mejor quinteto de la NBA All-Star  |
| Rasheed Wallace  | 2.º Mejor quinteto de rookies de la NBA |